# Ніл Теннант
Ніл (Нейл) Френсіс Теннант (англ. Neil Francis Tennant; нар. 10 липня 1954) — соліст британського дуету Pet Shop Boys.

## Біографія
Теннант народився в Шилдсі, передмісті Ньюкасла. C дитинства захоплювався історією та мистецтвом. Закінчив католицьку школу в Ньюкаслі. У 16 років заснував фолк-групу Dust. Вищу освіта (історичну) отримував у Лондоні. У другій половині 1970-х працював редактором англійського видання журналу коміксів «Marvel Comics». На початку 1980-х рр.. перейшов в музичний журнал «Smash Hits», для якого писав статті до 1985 року. Тоді ж разом з Крісом Лоу заснував колектив Pet Shop Boys, у якому музикант продовжував свою кар'єру.

## Особисте життя
Ніл Теннант є відкритим гомосексуалом.